# Rellen in Kaduna 2000
De rellen in Kaduna van 2000 waren religieuze rellen in Kaduna-stad tussen christenen en moslims over de invoering van sharia-wetgeving in de Nigeriaanse deelstaat Kaduna. Het is onduidelijk hoeveel mensen er zijn gedood in de gevechten tussen moslims en christenen die met tussenpozen duurden van 21 februari tot 23 mei 2000; schattingen lopen uiteen van 1000 tot 5000 doden.
Toen de gouverneur van Kaduna in februari 2000 aankondigde dat de sharia zouden worden ingevoerd in de deelstaat, waarbinnen niet-moslims bijna de helft van de bevolking uitmaken, organiseerde de Kadunese tak van de Christian Association of Nigeria (CAN) daartegen een publiek protest in Kaduna-stad. Moslimjongeren botsten toen met hen en de situatie liet totaal uit de hand, met zwaar geweld en verwoesting aan beide zijden. Het geweld gebeurde in twee hoofdgolven (soms wel "Sharia 1" en "Sharia 2" genoemd): een eerste golf van 21 tot 25 februari, met nog meer doodslagen in maart, gevolgd door een tweede golf van 22 tot 23 mei. Het aanvankelijke geweld kostte meer dan 1000 mensen het leven; een door de deelstaat opgezette gerechtelijke commissie rapporteerde een officieel dodental van 1295. Echter, Human Rights Watch schatte dat het totale aantal doden, inclusief die van maart en mei en velen van februari die de commissie niet had meegeteld, veel hoger uitviel, ergens tussen de 2000 en 5000. Verschillende media meldden een aantal van ongeveer of meer dan 2000 doden (en 2 à 300 doden in mei). Het leger werd uiteindelijk ingezet om de bloedige onlusten te beëindigen toen bleek dat de politie ze niet kon beheersen.
Dit werden de eerste zogeheten "Shariabotsingen", het begin van de fase van religieuze rellen van het Shariaconflict in Nigeria (1999–heden).